# Лист, Беньямин
Беньямин Лист (иногда Бенджамин нем. Benjamin List; род. 11 января 1968, Франкфурт-на-Майне, Германия) — немецкий химик, лауреат Нобелевской премии по химии (2021) совместно с Дэвидом МакМилланом.

## Биография
Племянник лауреата нобелевской премии Христианы Нюслайн-Фольхард. В 1993 году получил степень бакалавра на факультете химии Свободного университета Берлина. В 1997 году получил докторскую степень во Франкфуртском университете им. И. В. Гёте. С 1999 по 2003 год работал в Научно-исследовательском институте Скриппса в Ла-Холье, США. Профессор Кёльнского университета, директор и профессор Института исследования угля Общества Макса Планка. Также работает главным исследователем Института исследования химических реакций в Университете Хоккайдо. Согласно Google Scholar, индекс Хирша Листа — 95.
В 2005 году Лист был приглашённым профессором в университете Гакусюин в Токио, а в 2008 году — в университете Сонгюнгван. С 2004 года — почётный профессор Кёльнского университета (Института органической химии). В 2018 году был избран членом Германской академии естествоиспытателей «Леопольдина». В 2019 году Лист выступил с пленарной лекцией на научном форуме Общества немецких химиков.
В 2021 году вместе с Дэвидом Макмилланом получил Нобелевскую премию «за развитие асимметричного органокатализа».

## Награды и премии
- Мемориальная премия Карла Дуйсберга (2003)[5]
- Премия Отто Байера в размере 75 тысяч евро (2012)
- Рурская премия в области науки и искусства (2013)
- Премия Готфрида Лейбница (2016)
- Нобелевская премия по химии (2021)